# Thé en Azerbaïdjan
Pour un article plus général, voir thé.

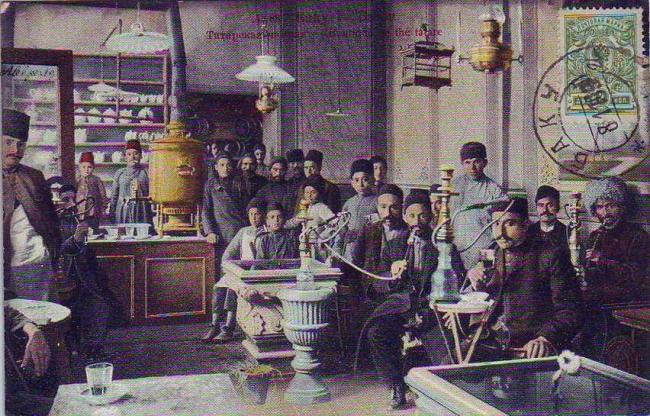
Tchaïkhana (maison de thé) à Bakou, 1888.

Le thé en Azerbaïdjan est consommé de quasiment la même façon qu'en Asie centrale et de l'ouest. Il est en tout cas fortement lié à l'hospitalité et est constamment proposé aux invités ; très ancré dans la culture et les traditions, la plupart des interactions avec les visiteurs commencent par des invitations à boire le thé. La phrase « Çay nədir, say nədir » , qui peut être traduite par « Quand on boit le thé on ne compte pas les tasses » donne une idée de comment se déroule une discussion autour de la boisson chaude.

## Production
En ⁣⁣Azerbaïdjan⁣⁣, la production de thé se concentre dans le sud du pays, dans la région de Lenkéran-Astara, le climat humide de cette région, coincée entre la mer Caspienne et les monts Talych, en font l’endroit parfait pour la culture du thé.

## Consommation
Les feuilles de thé sont en général infusées en grande quantité dans une théière ce qui produit un liquide très fort. Ce thé est ensuite versé en petite quantité dans la tasse et est dilué avec de l'eau chaude. Il est ainsi possible de gérer la force de son thé. Il est servi sans lait mais le sucre lui, est consommé sans limites. Les carrés de sucre ne sont pas ajoutés dans le thé, mais sont pris directement dans la bouche. En addition du sucre, il est commun qu'un bout de citron soit ajouté, parfois aussi du thym, de la menthe, de la cannelle, du gingembre ou encore de l'eau de rose. Des propriétés curatives pour l'estomac leur étant prêtées. Comme accompagnement sur la table, des pâtisseries, des fruits et des confitures.

## Traditions

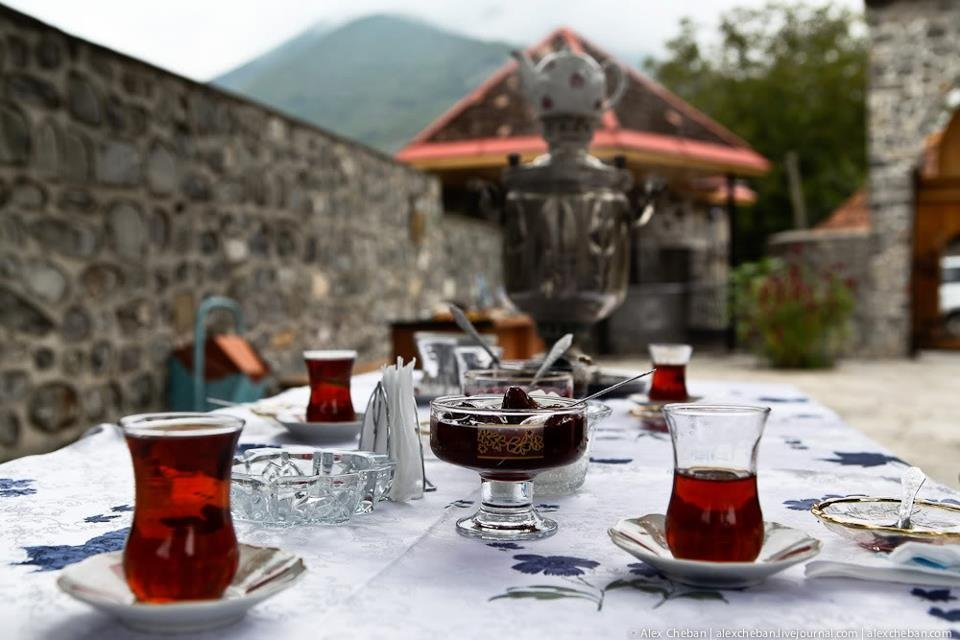
Une table typique avec des verres a thé (Armudu) et un samovar dans le fond

Le thé est bu dans un verre en forme de poire appelé Armudu (en). Il est couramment pensé que les propriétés thermodynamiques dues à sa forme permettent de garder le liquide en bas chaud plus longtemps et celui en haut moins longtemps (des études restent à faire).
Les Azéris vont également boire dans les maisons de thé traditionnelles (tchaïkhana). Dans le passé, les femmes étaient interdites d’accès aux lieux publics, cela va de même pour les maisons de thé, c'est pourquoi celles-ci sont encore aujourd'hui essentiellement côtoyées par les hommes.
Une légende urbaine dit qu'au Moyen Âge, pour savoir si le thé était empoisonné, un carré de sucre était rapidement trempé dans la boisson, croyant que celui-ci allait réagir avec le liquide mortel ; cette coutume est toujours pratiquée.
L'eau est souvent chauffée dans des samovars, l'occupation russe ayant laissé des traces dans la tradition.